# Gabriel de Roquette
Gabriel de Roquette (né en 1623 ou 1626 à Toulouse et mort le 23 février 1707) était un évêque français du XVIIe siècle, qui fut évêque d'Autun de 1666 à 1702.

## Biographie
Gabriel de Roquette est le fils de François et de Marie de Senaux. Docteur en théologie de l'université de Bourges vers 1661 il est ordonné l'année suivante. Il est introduit à la cour par sa tante Marguerite de Senaux, une proche de la reine Anne d'Autriche. Il est pourvu comme abbé commendataire de l'abbaye de Grandselve en 1661. Le bénéfice de cette abbaye était de 25 000 livres et était détenu par Mazarin lui-même. Il est nommé également prieur de Charlieu dans le diocèse de Mâcon et de Saint-Denis-de-Vaux dans le diocèse de Chalon-sur-Saône.
Nommé évêque d'Autun le 1er mai 1666, il est confirmé le 1er octobre et consacré en avril 1667 par l'archevêque de Sens et prend possession de son diocèse en août suivant, au cours d'une cérémonie relatée par Charles Robinet. Il avait succédé, après une vacance de deux ans, à Louis Doni d'Attichy, il joue rapidement un rôle prédominant aux États de Bourgogne province dont le gouverneur est le prince de Condé. Il fait construire l'Hôpital-Général et le séminaire avec magnificence et le confie aux prêtres de Saint-Sulpice. Il se rend en fief protestant au Château de Vault-de-Lugny chez les de Jaucourt en 1685. Malgré ses appuis à la cour de France, il échoue en 1693 à obtenir la succession de l'archevêque de Lyon et il se démet de son siège épiscopal le 22 juillet 1702 en faveur de Bertrand de Senaux.

## Opinions de ses contemporains
- Saint-Simon sur Roquette : « Ce grand béat, c'est sur lui que Molière prit son Tartuffe. » C’est également l’avis de l’abbé de Choisy et de La Bruyère. La Grande Mademoiselle le voit comme « un tracassier, homme de mauvaise foi, bien avec tout le monde. » Cosnac disait de lui : « dès ce temps-là, recherche avec des soins assez grands le moyen d'avoir mon amitié. Il n'y est jamais bien parvenu. Trop de gens, et M. le prince de Conti, lui-même, m'avoient donné des impressions désagréables de sa probité. »

- Une épigramme attribuée à Boileau disait de lui :

« On dit que l'abbé de Roquette
Prêche les sermons d'autrui.
Moi, qui sais qu'il les achète,
Je dis qu'ils sont bien à lui. »
- On attribue à André Chénier cette épigramme :

« Roquette dans son temps
Talleyrand dans le nôtre,
Furent tous deux évêques d'Autun.
Tartuffe est le portrait de l'un,
Ah ! si Molière eût connu l'autre ! »
- Dangeau : « Cet évêque d'Autun étoit un vieux fripon, bien connu pour tel, et qui, par beaucoup d'esprit et d'intrigue, étoit arrivé là avec grande espérance d'aller plus loin. Il avoit été de bien des couleurs en sa vie ; attaché à madame de Longueville, à M. le prince de Conty, son frère, valet à tout faire du cardinal Mazarin, et surtout, des dames importantes d'alors ; grand serviteur après des Jésuites, en un mot, tout ce qu'il falloit être pour avoir du crédit et pour cheminer. »

Pour autant l'abbé de Roquette n'a pas laissé de mauvais souvenirs à Autun qui lui doit de nombreuses réalisations sociales et architecturales.

## Iconographie
- Guillaume Chasteau grava le portrait de Gabriel de Roquette.
- Hyacinthe Rigaud fit le portrait de Gabriel de Roquette en 1702 contre 150 livres ; ce qui correspond à un buste[4].